# Esra Bilgiç
 (juillet 2022).
Si vous disposez d'ouvrages ou d'articles de référence ou si vous connaissez des sites web de qualité traitant du thème abordé ici, merci de compléter l'article en donnant les références utiles à sa vérifiabilité et en les liant à la section « Notes et références ».
Esra Bilgiç (Turque: [esˈɾaː bilˈɟitʃ]), née le 14 octobre 1992, est une actrice turque. Elle est surtout connue pour avoir interprété le rôle de Halime Hatun dans la série télévisée turque d'aventure historique Diriliş : Ertuğrul de 2014 à 2018. À partir de 2020, elle est l'actrice principale de la série dramatique policière Ramo.

## Biographie
Esra Bilgiç est née le 14 octobre 1992 à Ankara, en Turquie. En 2014, elle a fait ses débuts à la télévision dans la série turque d'aventures historiques Diriliş : Ertuğrul sur TRT 1, aux côtés des acteurs Engin Düzyatan et Hülya Darcan. L'histoire de la série est centrée sur la vie d'Ertuğrul, le père du fondateur de la dynastie ottomane Osman I. Bilgiç a joué le rôle de Halime Hatun, la mère présumée d'Osman I, mais a quitté le rôle en 2018 en raison de changements dans la nouvelle saison. Elle est également apparue dans Bir Umut Yeter aux côtés de Tolgahan Sayışman et Hazal Subaşı.  En 2020, Bilgiç apparaît dans un rôle principal dans le film turc Adanış Kutsal Kavga avec sa covedette İsmail Filiz. Elle est le premier rôle féminin de la série télévisée turque de fiction policière Ramo avec sa co-star Murat Yıldırım. En dehors de la Turquie, Bilgiç a connu une large popularité au Pakistan, ce qui l'a conduite à devenir l'ambassadrice de marque de l'équipe de cricket pakistanaise Peshawar Zalmi, de la société d'électronique grand public QMobile et du fournisseur de réseau mobile Jazz en 2020.

## Vie privée
En 2014, Bilgiç a commencé à fréquenter le footballeur professionnel turc Gökhan Töre. Le couple s'est marié le 21 octobre 2017, et a divorcé le 17 juin 2019. Le président turc Recep Tayyip Erdoğan et sa femme Emine Erdoğan étaient présents au mariage de Bilgiç.

## Distinctions, nominations et récompenses
| Récompenses | Récompenses                            | Récompenses                               | Récompenses       | Récompenses | Récompenses |
| Année       | Cérémonie de remise des prix           | Categorie                                 | Projet            | Resultat    |             |
| ----------- | -------------------------------------- | ----------------------------------------- | ----------------- | ----------- | ----------- |
| 2014        | Antalya TV Awards                      | Meilleure actrice féminine dans une série | Diriliş: Ertuğrul | Gagnante    |             |
| 2015        | Sosyal Farkındalık Ödülleri            | Meilleure actrice féminine dans une série | Diriliş: Ertuğrul | Gagnante    |             |
| 2015        | Sadri Alışık Theatre and Cinema Awards | Meilleure actrice féminine                | Diriliş: Ertuğrul | Gagnante    |             |
| 2016        | Anadolu Media Ödülleri                 | Meilleure actrice féminine                | Diriliş: Ertuğrul | Gagnante    |             |
| 2016        | Türkiye Gençlik Ödülleri               | Meilleure actrice féminine                | Diriliş: Ertuğrul | Gagnante    |             |